# Скосен шестстотиноклетъчник
Скосеният шестстотиноклетъчник е еднобразен изпъкнал многоклетъчник. Общият брой клетки е 1440. Той има 120 икосидодекаедъра, 600 кубоктаедъра и 720 петоъгълни призми. Той има 3600 върха, 10800 ръба и 8640 стени (3600 триъгълника, 3600 квадрата и 1440 петоъгълника). Връхната фигура е равнобедрена триъгълна призма.

## Алтернативни имена
- Скосен шестстотиноклетъчник (Норман У. Джонсън)
- Скосен хексакосихорон
- Скосен тетраплекс
- Малък ромбихексакосихорон (Акроним srix)(Джордж Олшевски и Джонтън Бауърс)[1]
- Амбо-02 тетраплекс (Джон Конуей)